# Polycidaris
Polycidaris is een geslacht van uitgestorven zee-egels, en het typegeslacht van de familie Polycidaridae.

## Soorten
- Polycidaris regularis Münster, 1841